# Zigosporângio
Zigosporângio é o órgão formado na reprodução sexuada dos fungos da divisão Zygomycota, através da fusão de duas hifas mutuamente compatíveis. É uma estrutura de resistência dentro da qual se formam, por cariogamia seguida de meiose, os zigósporos, que darão origem a novos micélios.
Pode assim dizer-se que este tipo de fungos apresenta alternância de gerações, pois têm um micélio haploide, que produz esporos por reprodução assexuada, e uma estrutura diploide, o zigosporângio, resultante da reprodução sexuada.